# Dragon Ball Z - Il diabolico guerriero degli inferi
Dragon Ball Z - Il diabolico guerriero degli inferi (復活のフュージョン！！悟空とベジータ?, Fukkatsu no fyūjon!! Gokū to Bejīta, lett. "La rinascita della Fusion!! Goku e Vegeta") è un film d'animazione del 1995 diretto da Shigeyasu Yamauchi.
Si tratta del 12° film basato su Dragon Ball Z, proiettato per la prima volta al Toei Anime Fair il 4 marzo 1995.

## Trama

Janemba nella sua forma finale

All'inferno è successa una catastrofe: a causa di Gaisu, un giovane orco che ha il compito di sostituire i recipienti per la malvagità delle anime destinate all'inferno, tutto il male sprigionato dagli spiriti dei morti è fuoriuscito e i malvagi defunti sono tornati in vita. Tra i vari morti resuscitati si può notare  Adolf Hitler (accreditato come "Il Dittatore") con al seguito un esercito di Panzer (questa è l'unica volta che nell'universo di Dragon Ball appare un personaggio realmente esistito) e lo stesso Vegeta, che aveva sacrificato la sua vita nel tentativo di sconfiggere Majin Bu.
Son Gohan, Son Goten e Trunks e Videl (e all'insaputa di tutti anche Mr. Satan) cercano di riportare l'ordine sulla Terra sconfiggendo i risorti ostili, scontrandosi addirittura con Freezer, che viene però subito sconfitto da Gohan. Nel frattempo, Son Goku e Paikuhan devono interrompere il loro combattimento nel torneo delle quattro galassie e andare al palazzo di Re Enma per capire cosa è successo. Arrivati nell'aldilà, trovano il palazzo di Re Enma circondato da una barriera generata da un demone giallo e grasso che si chiama Janemba, che altri non è che Gaisu trasformato dall'esplosione, il quale ha assorbito tutta la cattiveria delle anime dei dannati. Mentre Goku distrae Janemba, Paikuhan cerca di infrangere la barriera - scoprendo che è suscettibile agli insulti. Messo alle strette da Janemba, Goku non ha altra scelta che diventare Super Saiyan 3, avendo finalmente ragione sul suo avversario. In quel momento, però, Janemba compie una metamorfosi e diviene un essere ancora più potente, spietato e feroce, sconfiggendo facilmente Goku. Proprio mentre sta per essere annientato, Goku viene salvato da Vegeta, ma nemmeno lui può nulla contro il demone. Vedendosi inferiori davanti al loro nemico, Goku propone a Vegeta di utilizzare la fusione tramite la danza di Metamor. In un primo momento l'orgoglioso principe dei Saiyan rifiuta con ostinazione, ma alla fine accetta; tuttavia sbaglia la posizione degli indici, e così il risultato è un guerriero grasso, debole e ridicolo, con l'unica fortuna che Janemba non può prevedere le sue mosse grazie alla sua goffaggine. Passati trenta minuti la fusione si scioglie, e Goku e Vegeta decidono di riprovare in modo corretto la danza di Metamor. I due vengono però continuamente interrotti da Janemba, ma l'intervento di Paikuhan permette ai due Saiyan di fondersi nel guerriero più potente mai visto: Gogeta Super Saiyan. Il nuovo avversario di Janemba è molto superiore a lui, tant'è che non riesce a fargli nemmeno un graffio, e viene quasi immediatamente sconfitto, facendolo ritornare Gaisu che, alla vista di Gogeta, corre via impaurito. Poco dopo, Gogeta si scinde in Goku e Vegeta, che si salutano sorridendo prima che Vegeta riperda il suo corpo e torni in forma di spirito nell'oltretomba, mentre in entrambi i mondi torna a regnare la pace.

## Personaggi

### Nuovi personaggi
Gogeta (ゴジータ?, Gojita)
Il risultato della fusione tramite la danza di Metamor tra Son Goku e Vegeta. I due Saiyan si fondono per affrontare Janemba. Il guerriero che ne deriva, Gogeta, ha la forma di Super Saiyan, nonostante i due combattenti attuino la fusione essendo allo stadio base; la corporatura assomiglia a quella di Goku mentre per alcune caratteristiche facciali il personaggio ricorda Vegeta. Gogeta indossa i vestiti tipici di Metamor e appare implacabile, serio e vendicativo. Un V-Jump del 2004 che annunciava la sua apparizione in Dragon Ball Z: Budokai 3 afferma che il livello di combattimento di Super Gogeta in questo film è di circa 2.500.000.000.
Janemba (ジャネンバ?)
L'antagonista del film. È un demone di pura malvagità nato quando Gaisu, un goffo orco adolescente, assorbe accidentalmente la malvagità delle anime infernali. La prima forma di Janemba è un demone gigantesco, di colore giallastro, vagamente simile a Majin Bu, con vari fori sulla pancia e sulla schiena simili a cannoni, e dall'atteggiamento molto infantile. In questa forma egli non conosce parole diverse dal suo nome, che ripete di continuo. In questa forma Janemba ha molte abilità uniche, come l'apertura di portali dimensionali, la creazione di cloni in miniatura, oltre che sparare dei colpi di energia dai suoi "fori-cannoni". Nonostante le sue abilità, è costretto a trasformarsi quando Goku Super Saiyan 3 lo mette in difficoltà. Nella seconda forma, Janemba è più piccolo, ha la pelle rossa coperta da una sorta di corazza viola, e due corna sul capo. In questa forma non parla affatto, ma si limita a ridere maniacalmente. Come il suo stato precedente, ha molte abilità uniche come il teletrasporto, l'allungare il proprio corpo a piacimento e può far apparire una lunga spada di cristallo. In questo stadio Janemba è talmente potente da riuscire a sconfiggere quasi subito Goku Super Saiyan 3, dimostrandosi nettamente più forte all'avversario. Nemmeno l'intervento di Vegeta, giunto per aiutarlo a battere il diabolico guerriero, cambia le cose. Goku e Vegeta poi si fondono in Gogeta, che sconfigge Janemba in pochi istanti facendolo tornare Gaisu. Il suo nome deriva dalla parola giapponese janen (邪念?) che significa "mente malvagia".

## Distribuzione

### Titoli
- Giappone: ドラゴンボールZ 復活のフュージョン!!悟空とベジータ (Doragon Bōru Zetto - Fukkatsu no fyūjon!! Gokū to Bejīta?)
- Italia: Dragon Ball Z - Il diabolico guerriero degli inferi
- Portogallo: Dragon Ball Z - Uma Nova Fusão
- Stati Uniti: Dragon Ball Z: Fusion Reborn
- Germania: Dragon Ball Z: Die Fusion/Der Film
- Spagna: Dragon Ball Z: Fusión
- Polonia: Dragon Ball Z: Fuzja
- Spagna: Dragon Ball Z: La Fusión de Gokú y Vegueta

### Edizione italiana
Il primo doppiaggio italiano del film, usato per l'uscita in VHS e per la trasmissione TV su Rai 2 nel 2001 fu eseguito dalla Coop. Eddy Cortese di Roma e diretto da Fabrizio Mazzotta, con un cast differente da quello della serie TV. La terminologia venne mantenuta fedele alla versione italiana del manga.
Il film fu ridoppiato nel 2003 dal cast italiano di Dragon Ball Z per la trasmissione in due episodi (intitolati "Emergenza negli inferi" e "Situazioni imbarazzanti") su Italia 1 nella serie Dragon Ball: La saga. Il ridoppiaggio fu effettuato dalla Merak Film di Milano e diretto da Paolo Torrisi su dialoghi di Manuela Scaglione e Tullia Piredda in buona parte trascritti da quelli del primo doppiaggio. Tuttavia ci sono varie differenze in questo adattamento rispetto al precedente. Tra le principali: 
- la terminologia venne cambiata utilizzando quella dell'adattamento italiano della serie TV;
- alcuni dialoghi vennero modificati per mitigare insulti e termini inadatti a un pubblico infantile;
- vennero aggiunti "pensieri" originali in scene dove i personaggi non parlano;

Il ridoppiaggio è stato poi utilizzato per le successive trasmissioni TV e per l'uscita in DVD.

### Edizioni home video
Il film è stato originariamente pubblicato in Giappone, su VHS e Laserdisc. Nel 2006, Toei Animation lo ha rilasciato nel Dragon Box, che include tutti e quattro i film di Dragon Ball e tredici film di Dragon Ball Z. Questi sono stati presentati in un nuovo formato widescreen tramite i negativi originali, con un rapporto 16:9, invece dei 4:3 originale.
La prima edizione italiana del film fu prodotta da Dynamic Italia e distribuita da Terminal Video Italia nel 1999, in VHS. La cassetta conteneva solo il film con il primo doppiaggio.
L'edizione DVD fu successivamente prodotta da Dynit, nuova incarnazione della Dynamic Italia. Il 2 settembre 2006 fu distribuita in edicola da De Agostini, mentre la distribuzione sul mercato avvenne il 6 giugno 2007 a opera della Terminal Video Italia. Mentre il master video è un semplice riversamento dalla precedente VHS, l'audio è disponibile in italiano in Dolby Digital 5.1 e in giapponese in 2.0. Poiché la versione italiana del film fu concessa da RTI, il DVD contiene esclusivamente il ridoppiaggio. Sono inclusi inoltre i sottotitoli in italiano e, come extra, landscapes e schede sui personaggi.
Dal 2018 è inoltre disponibile una nuova edizione del film anche in Blu-ray Disc, ad opera di Yamato Video. Anche questa edizione contiene unicamente il ridoppiaggio Merak.